# Phil Chenier
Phil Chenier (ur. 30 października 1950 w Berkeley) – amerykański koszykarz, występujący na pozycjach rozgrywającego lub rzucającego obrońcy, mistrz NBA, kilkukrotny uczestnik spotkań gwiazd, sprawozdawca sportowy spotkań Washington Wizards.
Do NBA dostał się w dość nietypowy sposób. 10 września 1971 roku władze ligi zorganizowały draft uzupełniający dla zawodników, których roczniki nie ukończyły jeszcze studiów i nie mogli oni w pełni prawnie przystąpić do naboru. Hardship draft został stworzony ze względu na głośną wówczas sprawę Spencera Haywooda. Oskarżył on ligę o zablokowanie mu możliwości zarabiania pieniędzy adekwatnych do jego talentu, który poprawiłyby życie jego ubogiej rodziny. W tamtym okresie, zawodnicy, którzy nie ukończyli college'u nie mieli prawa zgłaszać się do draftu, jako przedterminowi kandydaci. Sytuacja ta uległa zmianie dopiero po wygranym przez Haywooda procesie. W związku z powstałym precedensem liga została zmuszona do umożliwienia przedterminowym kandydatom udziału w naborze. Całe zdarzenie zaskoczyło działaczy ligi, wobec czego postanowili oni zorganizować dodatkowy draft, wyłącznie dla kandydatów przedterminowych. Nowe przepisy zaczęły natomiast obowiązywać od kolejnego sezonu.
W rezultacie hardship draftu Chenier został wybrany z numerem 4 przez Baltimore Bullets. Jako debiutant notował średnio 12,3 punktu, 3,3 zbiórki i 2,5 asysty, co zapewniło mu po zakończeniu rozgrywek miejsce w NBA All-Rookie Team. Przez kolejne lata wraz z systematycznym rozwojem wzrastały również jego statystyki. Najbardziej udane pod względem statystycznym okazały się dla niego rozgrywki 1973/74, kiedy to uzyskiwał średnio 21,9 punktu, 5,1 zbiórki oraz 3,1 asysty. Na półmetku sezonu zaproszono go do udziału w spotkaniu gwiazd NBA. Podczas kolejnej kampanii spisywał się również świetnie, co zaowocowało kolejnym powołaniem do meczu gwiazd. Dodatkowo po zakończeniu fazy zasadniczej rozgrywek został zaliczony do drugiego składu najlepszych zawodników ligi, a Bullets zdołali dotrzeć do finałów NBA. Tam zespół był zmuszony uznać wyższość rywali - Golden State Warriors, ulegając im 0-4.
Po raz kolejny na finały przystało mu czekać do 1978 roku. Wtedy to właśnie zespół ze stolicy sięgnął po swój pierwszy tytuł mistrzowski w historii, pokonując po zaciętym finale Seattle SuperSonics 4-3. Niestety ciągnący się za Chenierem ból pleców spowodował, iż niezbędna okazała się operacja, która wyeliminowała go zarówno z części rozgrywek sezonu regularnego, jak i całych play-off. Mimo swojej absencji podczas zmagań finałowych zespołu otrzymał on pierścień mistrzowski.
Po powrocie w kolejnym sezonie nie był już tym samym graczem. Wystąpił w zaledwie 27 spotkaniach sezonu oraz 9 fazy play-off. Bullets przystąpili do obrony tytułu, jednak tym razem to drużyna z Seattle okazała się mocniejsza, zwyciężając 4-1.
5 grudnia 1979 roku został wysłany do Indianapolis, gdzie zasilił szeregi Pacers. Nie zagrzał tam jednak miejsca na długo ponieważ już w lutym został zwolniony. Rok później podpisał dwa 10-dniowe kontrakty z Golden State Warriors, po czym zwolniono go po raz kolejny. W ten właśnie sposób przyszło mu zakończyć swoją sportową karierę.

## Osiągnięcia
NBA
- Mistrz NBA (1978)[1]
- 2-krotny wicemistrz NBA (1975, 1979)[1]
- Uczestnik meczu gwiazd:
  - NBA (1974–1975, 1977)[2]
  - Legend NBA (1991)[10]
- Zaliczony do:
  - I składu debiutantów NBA (1972)[6]
  - II składu NBA (1975)[11]
- Lider play-off w:
  - średniej przechwytów (1974)[12]
  - liczbie celnych rzutów wolnych (1975)[13]